# Dominique Valera

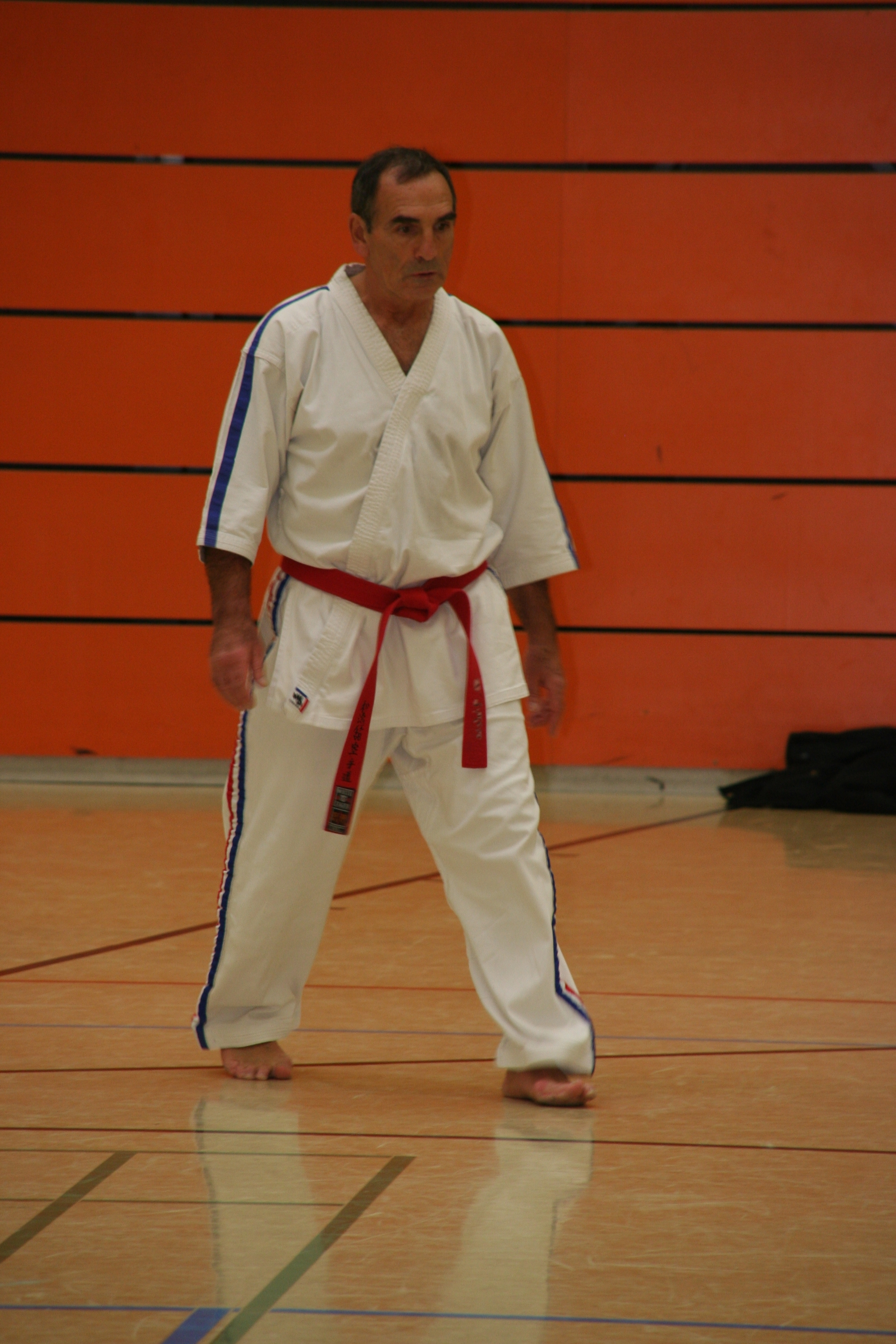
Dominique Valera en 2008

Dominique Valera (18 de junio de 1947, Lyon) es un karateca francés descendiente de una familia de inmigrantes españoles, experto también en boxeo americano. En 1960 él empezó a practicar este deporte del karate y también judo, ya que compitió con Yves Folletete. Él fue además campeón mundial en diferentes torneos internacionales, incluso logra introducir el Full Contact en Francia, junto a Joe Lewis.